# Antoine Galland
Jean Antoine Galland, född den 4 april 1646, död den 19 februari 1715, var en fransk orientalist.
Galland, som var professor i arabiska vid Collège de France, företog flera resor i Orienten och utgav en mängd arbeten, bland annat Paroles remarquables, bons mots et maximes des orientaux (1694), Mille et une nuits (översättning 1704–1717; flera gånger bearbetad) och Les contes et fables indiennes de Bidpai et de Lokman (1724). Många outgivna, av honom författade skrifter finns i franska bibliotek. Gallands dagbok under hans vistelse i Konstantinopel 1672–1673 utgavs av Charles Schefer i 2 band, 1881.